# Signiphora lutea
Signiphora lutea is een vliesvleugelig insect uit de familie Signiphoridae. De wetenschappelijke naam is voor het eerst geldig gepubliceerd in 1913 door Rust.